# Carpodacus synoicus
Pintarroxo-do-sinai ou peito-rosado-do-sinai (Carpodacus synoicus) é uma espécie de ave da família Fringillidae.
Pode ser encontrada nos seguintes países: Afeganistão, China, Egipto, Israel, Jordânia e Arábia Saudita.
Os seus habitats naturais são: desertos quentes.